# وادزورث (نوادا)
وادزورث، نوادا (به انگلیسی: Wadsworth, Nevada) یک سکونتگاه مسکونی در ایالات متحده آمریکا است که در نوادا واقع شده‌است.

## خصوصیات
وادزورث ۹٫۶ کیلومترمربع مساحت و ۸۳۴ نفر جمعیت دارد و ۱٬۲۴۲ متر بالاتر از سطح دریا واقع شده‌است.